# Isotopes du technétium
Le technétium (Tc, numéro atomique 43) possède 34 isotopes connus, de nombre de masse variant entre 85 et 118, et 22 isomères nucléaires. Aucun de ces isotopes n'est stable, le technétium est le premier des deux éléments plus légers que le bismuth à ne posséder aucun isotope stable (ou quasi stable), le second étant le prométhium. Le technétium est avant tout artificiel (c'est d'ailleurs l'origine de son nom), il n'existe dans la nature qu'à l'état de traces, produit par fission spontanée ou capture neutronique par le molybdène. 
Les premiers isotopes synthétisés furent 97Tc et 99Tc en 1936, le technétium fut le premier élément artificiel produit.
Les plus stables des radioisotopes du technétium sont 98Tc (demi-vie de 4,2 Ma), 97Tc (2,6 Ma) et 99Tc (211 100 a). Les autres radioisotopes  ont des demi-vies bien plus courtes : 96Tc a une demi-vie 4,28 jours), tous les suivants ont une demi-vie inférieure à un jour, et la plupart inférieure à une heure.
Parmi les nombreux isomères nucléaires, les plus stables sont 97mTc (demi-vie de 90,1 jours, 0,097 MeV),95mTc (demi-vie de 61 jours, 0,038 MeV) et 99mTc (demi-vie de 6,01 heures, 0,143 MeV). 99mTc n'émet que des rayons gamma en retournant à son état fondamental 99Tc.
Les radioisotopes plus légers que 97Tc se désintègrent principalement par émission de positron (β+) en isotopes du molybdène, 97Tc se désintégrant lui par capture électronique en 97Mo. Les radioisotopes plus lourds (A ≥ 98) se désintègrent eux principalement par désintégration β− en isotopes du ruthénium, 100Tc se désintègrant aussi de façon marginale par capture électronique,.

## Isotopes remarquables

### Technétium 97 et technétium 98
Avec des demi-vies de respectivement 2,6 et 4,12 Ma, le technétium 97 et le technétium 98 appartiennent au petit groupe des radioactivités éteintes. Leur présence dans les produits de la nucléosynthèse stellaire est démontrée par l'observation des raies du technétium dans le spectre électromagnétique de plusieurs supernovas.

## Table des isotopes
| Symbole de l'isotope | Z (p)                | N (n)                | Masse isotopique (u) | Demi-vie          | Mode(s) de désintégration, | Isotope(s)-fils | Spin nucléaire |
| Symbole de l'isotope | Énergie d'excitation | Énergie d'excitation | Énergie d'excitation | Demi-vie          | Mode(s) de désintégration, | Isotope(s)-fils | Spin nucléaire |
| -------------------- | -------------------- | -------------------- | -------------------- | ----------------- | -------------------------- | --------------- | -------------- |
| 85Tc                 | 43                   | 42                   | 84,94883(43)#        | <110 ns           | β+                         | 85Mo            | 1/2−#          |
| 85Tc                 | 43                   | 42                   | 84,94883(43)#        | <110 ns           | p                          | 84Mo            | 1/2−#          |
| 85Tc                 | 43                   | 42                   | 84,94883(43)#        | <110 ns           | β+, p                      | 84Nb            | 1/2−#          |
| 86Tc                 | 43                   | 43                   | 85,94288(32)#        | 55(6) ms          | β+                         | 86Mo            | (0+)           |
| 86mTc                | 1500(150) keV        | 1500(150) keV        | 1500(150) keV        | 1,11(21) µs       |                            |                 | (5+, 5−)       |
| 87Tc                 | 43                   | 44                   | 86,93653(32)#        | 2,18(16) s        | β+                         | 87Mo            | 1/2−#          |
| 87mTc                | 20(60)# keV          | 20(60)# keV          | 20(60)# keV          | 2# s              |                            |                 | 9/2+#          |
| 88Tc                 | 43                   | 45                   | 87,93268(22)#        | 5,8(2) s          | β+                         | 88Mo            | (2,3)          |
| 88mTc                | 0(300)# keV          | 0(300)# keV          | 0(300)# keV          | 6,4(8) s          | β+                         | 88Mo            | (6,7,8)        |
| 89Tc                 | 43                   | 46                   | 88,92717(22)#        | 12,8(9) s         | β+                         | 89Mo            | (9/2+)         |
| 89mTc                | 62,6(5) keV          | 62,6(5) keV          | 62,6(5) keV          | 12,9(8) s         | β+                         | 89Mo            | (1/2−)         |
| 90Tc                 | 43                   | 47                   | 89,92356(26)         | 8,7(2) s          | β+                         | 90Mo            | 1+             |
| 90mTc                | 310(390) keV         | 310(390) keV         | 310(390) keV         | 49,2(4) s         | β+                         | 90Mo            | (8+)           |
| 91Tc                 | 43                   | 48                   | 90,91843(22)         | 3,14(2) min       | β+                         | 91Mo            | (9/2)+         |
| 91mTc                | 139,3(3) keV         | 139,3(3) keV         | 139,3(3) keV         | 3,3(1) min        | β+ (99%)                   | 91Mo            | (1/2)−         |
| 91mTc                | 139,3(3) keV         | 139,3(3) keV         | 139,3(3) keV         | 3,3(1) min        | TI (1%)                    | 91Tc            | (1/2)−         |
| 92Tc                 | 43                   | 49                   | 91,915260(28)        | 4,25(15) min      | β+                         | 92Mo            | (8)+           |
| 92mTc                | 270,15(11) keV       | 270,15(11) keV       | 270,15(11) keV       | 1,03(7) µs        |                            |                 | (4+)           |
| 93Tc                 | 43                   | 50                   | 92,910249(4)         | 2,75(5) h         | β+                         | 93Mo            | 9/2+           |
| 93m1Tc               | 391,84(8) keV        | 391,84(8) keV        | 391,84(8) keV        | 43,5(10) min      | TI (76,6%)                 | 93Tc            | 1/2−           |
| 93m1Tc               | 391,84(8) keV        | 391,84(8) keV        | 391,84(8) keV        | 43,5(10) min      | β+ (23,4%)                 | 93Mo            | 1/2−           |
| 93m2Tc               | 2185,16(15) keV      | 2185,16(15) keV      | 2185,16(15) keV      | 10,2(3) µs        |                            |                 | (17/2)−        |
| 94Tc                 | 43                   | 51                   | 93,909657(5)         | 293(1) min        | β+                         | 94Mo            | 7+             |
| 94mTc                | 75,5(19) keV         | 75,5(19) keV         | 75,5(19) keV         | 52,0(10) min      | β+ (99,9%)                 | 94Mo            | (2)+           |
| 94mTc                | 75,5(19) keV         | 75,5(19) keV         | 75,5(19) keV         | 52,0(10) min      | TI (0,1%)                  | 94Tc            | (2)+           |
| 95Tc                 | 43                   | 52                   | 94,907657(6)         | 20,0(1) h         | β+                         | 95Mo            | 9/2+           |
| 95mTc                | 38,89(5) keV         | 38,89(5) keV         | 38,89(5) keV         | 61(2) j           | β+ (96,12%)                | 95Mo            | 1/2−           |
| 95mTc                | 38,89(5) keV         | 38,89(5) keV         | 38,89(5) keV         | 61(2) j           | TI (3,88%)                 | 95Tc            | 1/2−           |
| 96Tc                 | 43                   | 53                   | 95,907871(6)         | 4,28(7) j         | β+                         | 96Mo            | 7+             |
| 96mTc                | 34,28(7) keV         | 34,28(7) keV         | 34,28(7) keV         | 51,5(10) min      | TI (98%)                   | 96Tc            | 4+             |
| 96mTc                | 34,28(7) keV         | 34,28(7) keV         | 34,28(7) keV         | 51,5(10) min      | β+ (2%)                    | 96Mo            | 4+             |
| 97Tc                 | 43                   | 54                   | 96,906365(5)         | 2,6×106 a         | CE                         | 97Mo            | 9/2+           |
| 97mTc                | 96,56(6) keV         | 96,56(6) keV         | 96,56(6) keV         | 91,4(8) j         | TI (99,66%)                | 97Tc            | 1/2−           |
| 97mTc                | 96,56(6) keV         | 96,56(6) keV         | 96,56(6) keV         | 91,4(8) j         | CE (0,34%)                 | 97Mo            | 1/2−           |
| 98Tc                 | 43                   | 55                   | 97,907216(4)         | 4,2(3)×106 a      | β−                         | 98Ru            | (6)+           |
| 98mTc                | 90,76(16) keV        | 90,76(16) keV        | 90,76(16) keV        | 14,7(3) µs        |                            |                 | (2)−           |
| 99Tc                 | 43                   | 56                   | 98,9062547(21)       | 2,111(12)×105 a   | β−                         | 99Ru            | 9/2+           |
| 99mTc                | 142,6832(11) keV     | 142,6832(11) keV     | 142,6832(11) keV     | 6,0058(12) h      | TI (99,99%)                | 99Tc            | 1/2−           |
| 99mTc                | 142,6832(11) keV     | 142,6832(11) keV     | 142,6832(11) keV     | 6,0058(12) h      | β− (0,0037%)               | 99Ru            | 1/2−           |
| 100Tc                | 43                   | 57                   | 99,9076578(24)       | 15,8(1) s         | β− (99,99%)                | 100Ru           | 1+             |
| 100Tc                | 43                   | 57                   | 99,9076578(24)       | 15,8(1) s         | CE (0,0018%)               | 100Mo           | 1+             |
| 100m1Tc              | 200,67(4) keV        | 200,67(4) keV        | 200,67(4) keV        | 8,32(14) µs       |                            |                 | (4)+           |
| 100m2Tc              | 243,96(4) keV        | 243,96(4) keV        | 243,96(4) keV        | 3,2(2) µs         |                            |                 | (6)+           |
| 101Tc                | 43                   | 58                   | 100,907315(26)       | 14,22(1) min      | β−                         | 101Ru           | 9/2+           |
| 101mTc               | 207,53(4) keV        | 207,53(4) keV        | 207,53(4) keV        | 636(8) µs         |                            |                 | 1/2−           |
| 102Tc                | 43                   | 59                   | 101,909215(10)       | 5,28(15) s        | β−                         | 102Ru           | 1+             |
| 102mTc               | 20(10) keV           | 20(10) keV           | 20(10) keV           | 4,35(7) min       | β− (98%)                   | 102Ru           | (4,5)          |
| 102mTc               | 20(10) keV           | 20(10) keV           | 20(10) keV           | 4,35(7) min       | TI (2%)                    | 102Tc           | (4,5)          |
| 103Tc                | 43                   | 60                   | 102,909181(11)       | 54,2(8) s         | β−                         | 103Ru           | 5/2+           |
| 104Tc                | 43                   | 61                   | 103,91145(5)         | 18,3(3) min       | β−                         | 104Ru           | (3+)#          |
| 104m1Tc              | 69,7(2) keV          | 69,7(2) keV          | 69,7(2) keV          | 3,5(3) µs         |                            |                 | 2(+)           |
| 104m2Tc              | 106,1(3) keV         | 106,1(3) keV         | 106,1(3) keV         | 0,40(2) µs        |                            |                 | (+)            |
| 105Tc                | 43                   | 62                   | 104,91166(6)         | 7,6(1) min        | β−                         | 105Ru           | (3/2−)         |
| 106Tc                | 43                   | 63                   | 105,914358(14)       | 35,6(6) s         | β−                         | 106Ru           | (1,2)          |
| 107Tc                | 43                   | 64                   | 106,91508(16)        | 21,2(2) s         | β−                         | 107Ru           | (3/2−)         |
| 107mTc               | 65,7(10) keV         | 65,7(10) keV         | 65,7(10) keV         | 184(3) ns         |                            |                 | (5/2−)         |
| 108Tc                | 43                   | 65                   | 107,91846(14)        | 5,17(7) s         | β−                         | 108Ru           | (2)+           |
| 109Tc                | 43                   | 66                   | 108,91998(10)        | 860(40) ms        | β− (99,92%)                | 109Ru           | 3/2−#          |
| 109Tc                | 43                   | 66                   | 108,91998(10)        | 860(40) ms        | β−, n (0,08%)              | 108Ru           | 3/2−#          |
| 110Tc                | 43                   | 67                   | 109,92382(8)         | 0,92(3) s         | β− (99,96%)                | 110Ru           | (2+)           |
| 110Tc                | 43                   | 67                   | 109,92382(8)         | 0,92(3) s         | β−, n (0,04%)              | 109Ru           | (2+)           |
| 111Tc                | 43                   | 68                   | 110,92569(12)        | 290(20) ms        | β− (99,15%)                | 111Ru           | 3/2−#          |
| 111Tc                | 43                   | 68                   | 110,92569(12)        | 290(20) ms        | β−, n (0,85%)              | 110Ru           | 3/2−#          |
| 112Tc                | 43                   | 69                   | 111,92915(13)        | 290(20) ms        | β− (97,4%)                 | 112Ru           | 2+#            |
| 112Tc                | 43                   | 69                   | 111,92915(13)        | 290(20) ms        | β−, n (2,6%)               | 111Ru           | 2+#            |
| 113Tc                | 43                   | 70                   | 112,93159(32)#       | 170(20) ms        | β−                         | 113Ru           | 3/2−#          |
| 114Tc                | 43                   | 71                   | 113,93588(64)#       | 150(30) ms        | β−                         | 114Ru           | 2+#            |
| 115Tc                | 43                   | 72                   | 114,93869(75)#       | 100# ms [>300 ns] | β−                         | 115Ru           | 3/2−#          |
| 116Tc                | 43                   | 73                   | 115,94337(75)#       | 90# ms [>300 ns]  |                            |                 | 2+#            |
| 117Tc                | 43                   | 74                   | 116,94648(75)#       | 40# ms [>300 ns]  |                            |                 | 3/2−#          |
| 118Tc                | 43                   | 75                   | 117,95148(97)#       | 30# ms [>300 ns]  |                            |                 | 2+#            |

1. ↑  Abréviations :
CE : capture électronique ;
TI : transition isomérique.
2. ↑  Isotopes stables en gras.
3. ↑  Produit de fission à vie longue
4. ↑  Utilisé en médecine nucléaire